# Pflach
Pflach é um município da Áustria, situado no distrito de Reutte, no estado do Tirol. Tem 13,77 km² de área e sua população em 2019 foi estimada em 1.422 habitantes.